# Haalbrunner Dialekt

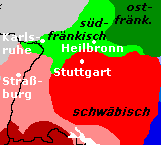
Südfränkische Mundart im Raum Heilbronn, Ostfränkische Mundart im Raum Hohenlohe.

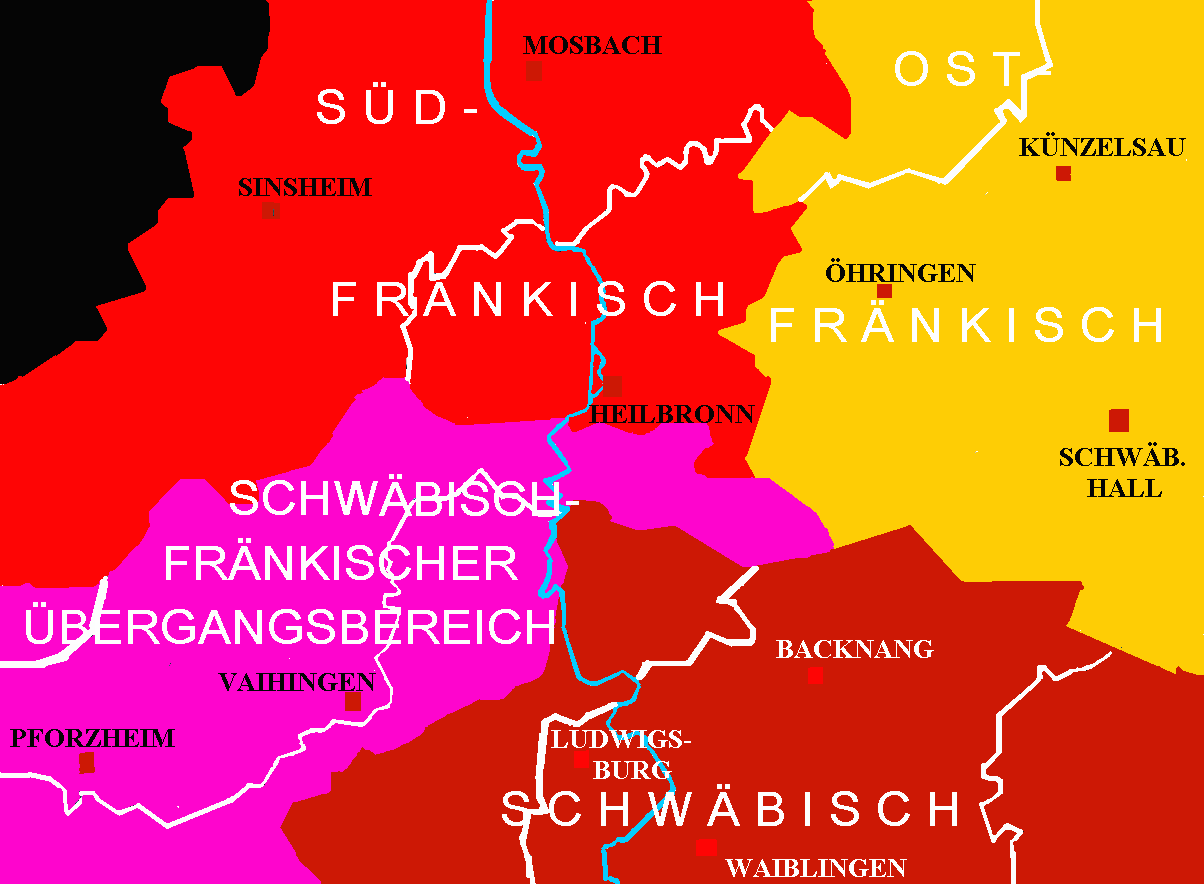
Südfränkische Mundart; Fränkisch-Schwäbischer Übergangsbereich, Ostfränkische Mundart

Die Heilbronner Mundart oder der Heilbronner Dialekt (auch Haalbrunner Dialekt, Haalbrunnerisch) ist eine Mundart in Heilbronn: Heilbronn liegt nicht an einer schwäbisch-südfränkischen Sprachgrenze, sondern ist Zentrum einer Übergangszone zwischen dem südfränkischen und schwäbischen Dialekt. Im südlichen Zabergäu und im Bottwartal wird mehr schwäbisch gesprochen, im Nordwesten eher südfränkisch, im Nordosten und Osten vorwiegend südostfränkisch, in Heilbronn und im übrigen Landkreis südfränkisch. Insgesamt ist eine südfränkische Mundart im Unterland gegeben.

## Beschreibung

### Unterteilungen des Heilbronner Landkreises in „UG“
Karlheinz Jakob unterteilt die Heilbronner Orte in sein Untersuchungsgebiet (UG).
- Nordwest-Gebiet: Bad Rappenau, Grombach, Ittlingen, Berwangen, Massenbach, Kirchardt, Stebbach, Stetten am Heuchelberg, Großgartach.
- Nordost-Gebiet: Cleversulzbach, Kochersteinsfeld, Neuenstadt am Kocher, Oedheim, Offenau, Obersulm, Erlenbach und Frankenbach.
- Ost-Gebiet: Horkheim, Flein, Heilbronn, Ellhofen, Willsbach, Eschenau, Eberstadt, Löwenstein.
- Süd-Gebiet: Kleingartach, Neipperg, Nordheim, Untergruppenbach, Unterheinriet, Beilstein, Ilsfeld, Neckarwestheim, Lauffen a.N., Meimsheim, Cleebronn, Güglingen, Zaberfeld.

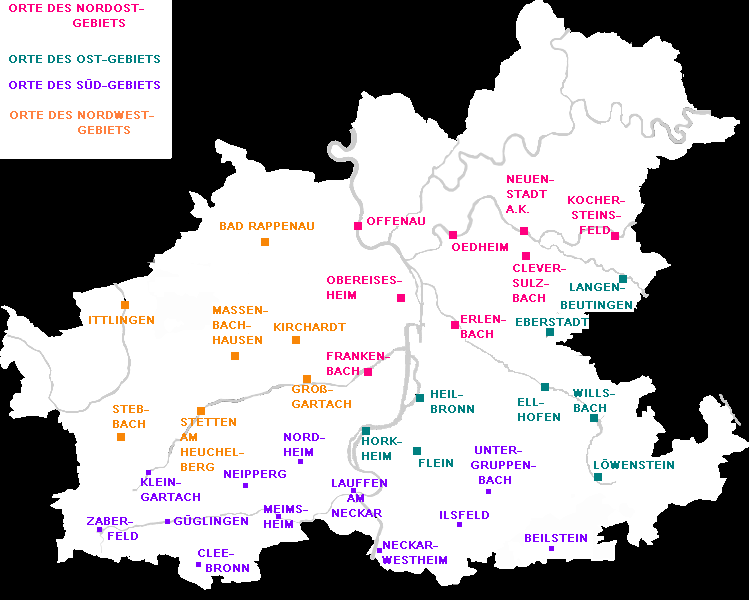
Nach Karlheinz Jakob: Dialekt und Regionalsprache im Raum Heilbronn. Teil 2 Kartenband. Karte 2 Gebietsgliederung der Mundarten im Raum Heilbronn, Elwert, Marburg 1985

### HNer Nordost-Gebiet u. Ost-Gebiet

#### Mundartraum des Südfränkischen
Die Karte „Raumgliederung der Mundarten“ weist „den „Heilbronner Raum“ als Mundartraum des Südfränkischen in doppelter Grenzlage“  aus. So zur südostfränkischen Landschaft im Osten und zum Schwäbischen Übergangsbereich im Süden. Die von Jakob vorgenommene Gebietsgliederung in Nordost- und Ost-Gebiet bestätigt diese zweifache Grenzlage in Form zweier unterschiedlich gekennzeichneter Teilgebiete:
- Nordost-Gebiet: Südostfränkisch-Südfränkisch (Nordoberdeutsch) geprägt.
- Ost-Gebiet: Südostfränkisch-Schwäbisch (Nordoberdeutsch) geprägt.

#### Gemeinsamkeiten mit Hohenlohe

##### ei (mhd.) →  â (Heilbronn/Hohenlohe)

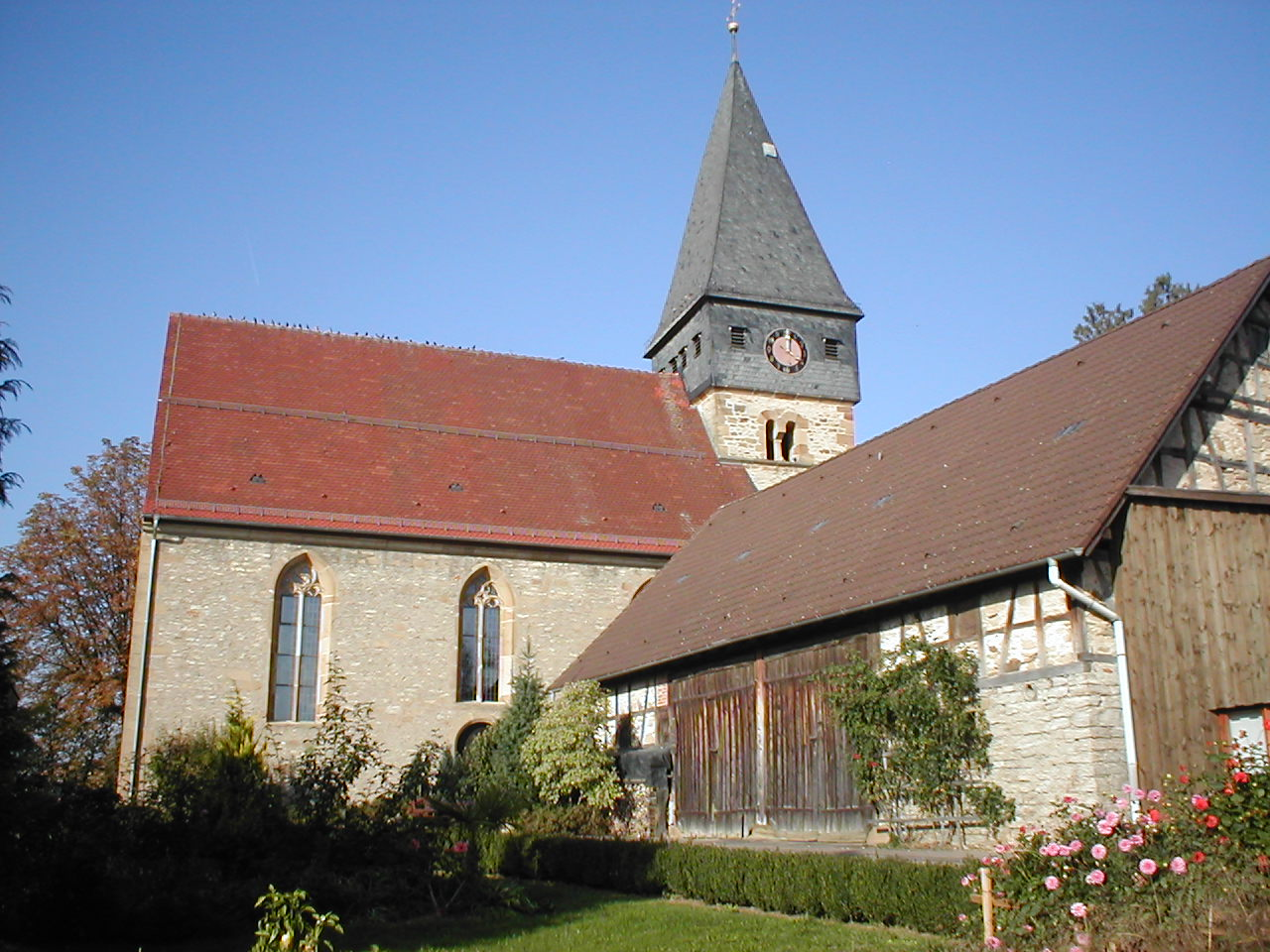
In Langenbeutingen (Landkreis Heilbronn) wird ostfränkisch gesprochen.

Im Jahre 1940 spricht Karl Haag in Die Grenzen des Schwäbischen in Württemberg von einer ostfränkischen Prägung: „Heilbronn hält zäh an dem Ostfränkischen fest, so zugänglich es sich im übrigen dem verkehrsschwäbischen Einfluß zeigt“ 1968 wird dies von Hugo Steger in Sprachraumbildung und Landesgeschichte im östlichen Franken bestätigt.
Im Jahre 1984 schreibt Karlheinz Jakob dem Nordost- und Ost-Gebiet des Heilbronner Raums ostfränkische Einflüsse aus dem Hohenlohe-Raum zu. Sowohl das Nordostgebiet als auch das Ostgebiet (Heilbronner Raum) weisen zusammen „eine markant ostfränkische Prägung auf, die die westlichste Erscheinung des Ostfränkischen im Heilbronner Raum darstellt“ – So die flachzungigen Monophthonge für mhd. ei.
Mittelhochdeutsch ei; Schwäbisch: oi, Hohenlohisch: â (aa), Heilbronn â (aa):
Beispiele
| Mittelhochdeutsch | HN Nordwest/Süd | HN Ost/Nordost | Hohenlohisch | heutiges Hochdeutsch |
| ----------------- | --------------- | -------------- | ------------ | -------------------- |
| ei                | Lâĩb/Laiib      | Lâb/Laab       | Lâb/Laab     | Laib                 |

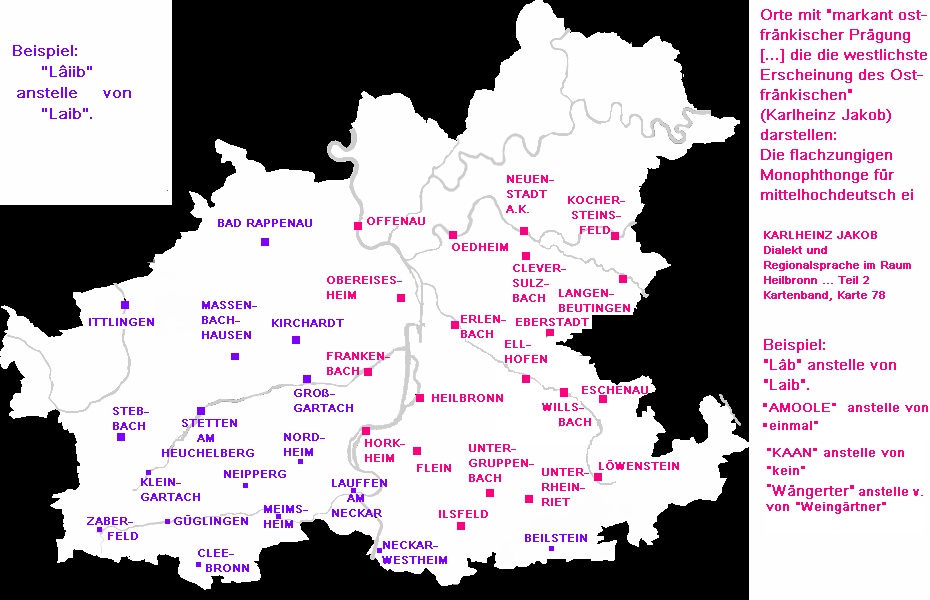
Karlheinz Jakob: Dialekt und Regionalsprache im Raum Heilbronn. Teil 2, Kartenband. Karte 78 – Orte mit ostfränkischer Prägung – flachzungiger Monophthonge für -ei-, so -Lâb- für -Laib--, Marburg 1985.

Ein besonders schönes Beispiel ist Langenbeutingen, ein Ort aus dem Heilbronner Ost-Gebiet. Der Ort wurde zwar durch die Kreisreform dem Landkreis Heilbronn zugeordnet, hatte aber dem ostfränkisch geprägten Hohenlohe-Kreis angehört. Langenbeutingen bildet somit die einzige Ausnahme, wonach die Kreisgrenze zwischen Heilbronn und Öhringen nicht die Mundartgrenze zwischen südfränkisch und ostfränkisch bildet.
In Hohenlohe herrscht die ostfränkische Mundart vor. Die Westgrenze des Hohenlohe-Raums stimmt historisch mit der Westgrenze des ehemaligen Territoriums von Hohenlohe überein. Seit dem 13. Jahrhundert ist Öhringen und Umgebung Bestandteil der hohenlohischen Herrschaft. Diese Grenze besteht seit über 700 Jahren und wurde durch die Kreisgrenze zwischen Heilbronn und Öhringen fortgesetzt.

##### ê / ôe / ô (mhd.) →  ǭ / ḝ (Heilbronn/Hohenlohe)
Das Nordost-Gebiet hat auch Gemeinsamkeiten mit dem rheinfränkisch-südfränkisch geprägten Nordwest-Gebiet:
1. monophthongische Reflexe für die Reihe mhd. ie, mhd. üe und mhd. uo[7]
2. diphthongische Reflexe für mhd. o und mhd. ô[8]
3. in den „schwäbisch-fränkischen Gegensätzen“[9] für mhd. ä, mhd. ë, mhd. âe und mhd. â „weitgehend geschlossene Qualitäten“.[9][10]
4. zahlreiche Vokalkürzungen für in offener Silbe gedehnte mhd. Kurzvokale[11]

In den Fällen 3 und 4 steht das Nordost-Gebiet dem Süd-Gebiet wesentlich näher und zeigt dadurch „‚schwäbische‘ Qualitäten und Quantitäten“.
Im Heilbronner Ost-Gebiet findet man folgende Merkmale, die dem Hohenloher Raum und Südostfränkischen nahestehen:
- „diphthongische Reflexe für mhd. ie, mhd. üe und mhd. uo. (gemeinsames Merkmal des Schwäbischen und Südostfränkischen) “[9]
- „offene Qualitäten für mhd. ê/ôe/ô (Merkmal des östlich angrenzenden Hohenloher Raumes, siehe Kt. 52).“[9]

Die Fälle 1 und 2, stellen eine Verwandtschaft zum Ostgebiet auf, die sprachgeschichtlich älter ist: „Die deutlichen und ‚stabilen‘ Lautgrenzen für mhd. ie, mhd. üe und mhd. uo sowie für mhd. ê, mhd. ôe und mhd. ô scheinen demnach sprachgeschichtlich älter zu sein, das sie ungeachtet der historischen Kleinräumigkeit eine deutliche Gebietsgrenze ausbilden“.
- ǭ / ḝ: Langenbeutingen, Eberstadt, Löwenstein, Unterheinriet, Untergruppenbach, Flein und Horkheim.
- ǭ / ḝ: Heilbronn, Ellhofen, Willsbach und Eschenau; neben ộ / ệ.

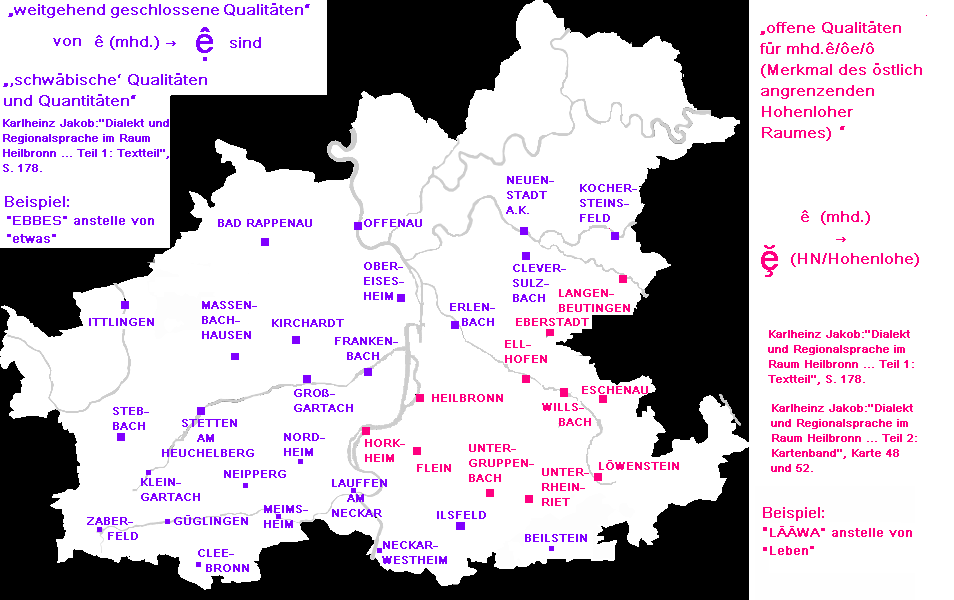
Karlheinz Jakob: Dialekt und Regionalsprache im Raum Heilbronn. Teil 2, Kartenband. Karte 48 – ostfränkischer Prägung – ḝ (HN und Hohenlohe) als ostfränkische, offene Qualität für ê (mittelhochdeutsch)-, Marburg 1985.

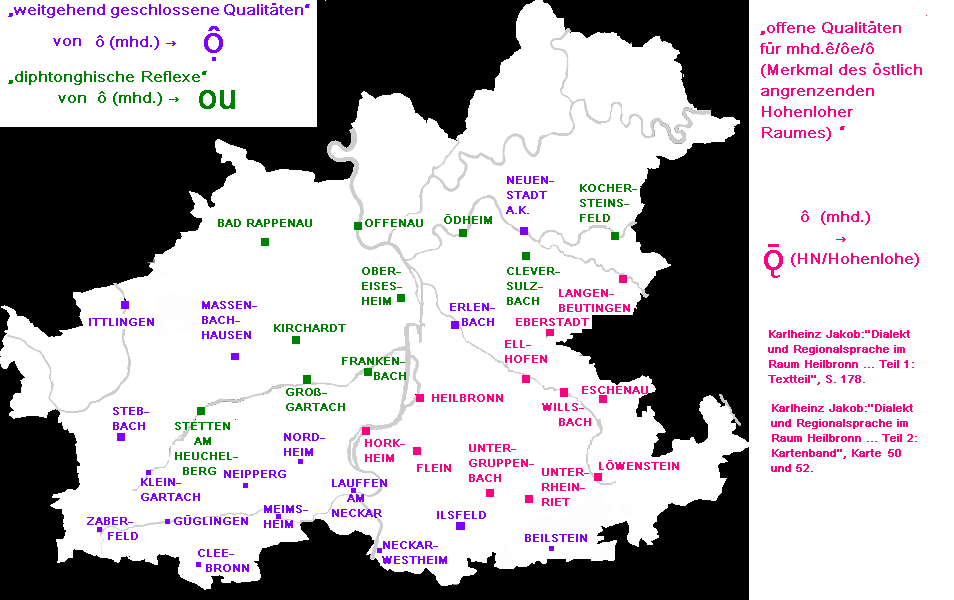
Karlheinz Jakob: Dialekt und Regionalsprache im Raum Heilbronn. Teil 2, Kartenband. Karte 50 und 52 – Orte mit ostfränkischer Prägung – ǭ (HN und Hohenlohe) als ostfränkische, offene Qualität für ô (mittelhochdeutsch)-, Marburg 1985.